# فرانک لاوود
فرانک لاوود (انگلیسی: Franck Lavaud; زاده ۱۶ فوریهٔ ۱۹۰۳ – درگذشته ۲۷ فوریه ۱۹۸۸) سیاست‌مدار اهل هائیتی بود. وی دو بار از ۱۱ ژانویه ۱۹۴۶ تا ۱۶ اوت ۱۹۴۶ و سپس از ۱۰ مه ۱۹۵۰ تا ۶ دسامبر ۱۹۵۰ رئیس‌جمهور موقت هائیتی بود.
فرانک لاوود در ۲۷ فوریه ۱۹۸۸، در سن ۸۵ سالگی در پاریس درگذشت.